# Свободная церковь
Свободная церковь ― христианская деноминация или независимая церковь, которая отделена от государства, в отличие от теократии, официальной или государственной церкви. Свободная церковь не определяет политику правительства и сама, в свою очередь, не принимает указания от светских властей. Свободная церковь также не ищет и не получает материальной поддержки и финансирования от правительства для осуществления своей деятельности. Термин «свободная церковь» в основном употребляется в странах со своими государственными церквями.

## История
Модель свободной церкви являет собой то, чем исторически была христианская церковь до того, как император Константин узаконил христианство в качестве официальной религии (см. Раннее христианство).
В средние века на Дальнем Востоке (в частности в Индии и Китае) существовало много процветающих христианских общин, но ни одна из этих общин никогда не влияла на государственную политику.
Такие еретические группы, как вальденсы, фактически являлись свободными церквями. В Европе XVI века внутри радикальных реформационных движений, таких как анабаптисты, образовывались свободные церкви (с определённым заметным исключением в виде Мюнстерской коммуны). Меннониты, амиши, квакеры и другие церкви сохраняют свободный церковный строй до настоящего времени как в Европе, так и в Северной Америке.
Свободные церкви также развивались в США при поддержке официального отделения церкви от государства, в то время как большая часть Европы поддерживает определённое участие государства в религиозных и церковных делах посредством налогообложения для их поддержки, а также назначения епископов и т. д., хотя в Европе, конечно, есть и полностью независимые от государства церкви.

## Деноминации

### Англиканство
Одна церковь в Англии в англиканской традиции использовала название «свободная церковь» ― Свободная церковь Англии. Джон Гиффорд основал свободную церковь в Бедфорде, Англия, в 1650 году.

### Пресвитерианство
Ряд церквей в Шотландии и Северной Ирландии, в основном пресвитерианской традиции, использовали название «Свободная церковь». Самой заметной из них, сохраняющейся в настоящее время, является Свободная церковь Шотландии.

### Английские диссентеры и нонконформисты
В Англии и Уэльсе в конце XIX века новые термины «свободный церковник» и «свободная церковь» начали заменять привычные слова «диссентер» или «нонконформист».

### Свободная методистская церковь
В методистских церквях наименование церкви «свободной» не означает какого-либо особого отношения к правительству. Скорее всего, Свободная методистская церковь называется так по трём, а возможно, и по четырём причинам. Слово «свободная» было предложено и принято, потому что новая церковь должна была выступать против рабства (рабство было видной социальной проблемой в былые дни), а также потому, что скамьи в церквях должны были быть бесплатными для всех, а не продаваться или сдаваться в аренду (как это было раньше), а также по той причине, что новая церковь надеялась на свободу Святого Духа в богослужении, а не на «удушающий формализм». Однако, согласно Всемирной книжной энциклопедии, ещё одним принципом была «свобода» от тайных и связанных с клятвами обществ (в частности, масонских).

### Радикальный пиетизм
Деноминации, принадлежащие к Международной федерации свободных евангелических церквей, уходят своими корнями в движение радикальных пиетистов. Радикальные пиетисты отделились от лютеранских церквей, имевших статус государственных церквей в Европе.

## Страны

### Соединённые Штаты
В Соединённых Штатах из-за Первой поправки, запрещающей установление государственной религии, все церкви по определению являются свободными церквями. Однако многие церкви в Соединённых Штатах запросили статус освобождённых от налогов в соответствии с разделом 501c3 Налогового кодекса. Это подвергает их определённым дополнительным правилам для сохранения фискального статуса. Церкви, которые учреждены в соответствии с данным законом, сталкиваются с ограничениями в области политических высказываний: никакая существенная часть деятельности церкви не может состоять в проведении пропаганды или иных попытках повлиять на законодательство. Таким церквям также запрещено участвовать или вмешиваться в любую политическую кампанию за или против любого политического кандидата.

### Германия
В Германии протестантские церкви, не входящие в Евангелическую церковь Германии, имеют общий ярлык и все вместе именуются «свободными церквями» (Freikirchen) или «протестантскими свободными церквями» (Evangelische Freikirchen). Сюда входят относительно новые деноминации, такие как баптисты, методисты и другие, а также более старые, такие как меннониты и Евангелическо-лютеранская свободная церковь.

### Китай
По оценкам Pew Research Center, в начале 2010-х годов в Китае проживало 35 миллионов независимых протестантов (в основном прихожан домашних церквей) и 3,3 миллиона католиков на нелегальном положении.

### Швеция
В Швеции термин «Свободная церковь» (швед. Frikyrka ) часто означает любую христианскую протестантскую деноминацию, которая не является частью Церкви Швеции, которая была шведской государственной церковью до 1 января 2000 года. Сюда входят баптисты, пятидесятники, методисты и т. д.